# Montbeton
Montbeton – miejscowość i gmina we Francji, w regionie Oksytania, w departamencie Tarn i Garonna.
Według danych na rok 1990 gminę zamieszkiwało 1 786 osób, a gęstość zaludnienia wynosiła 112 osób/km² (wśród 3020 gmin regionu Midi-Pyrénées Montbeton plasuje się na 203. miejscu pod względem liczby ludności, natomiast pod względem powierzchni na miejscu 722.).